# 佐藤七海
佐藤七海（日语：／ Satō Nanami */?，2000年1月19日—）是日本前偶像藝人，為女子偶像團體AKB48 Team 8前成員（岩手縣代表）。

## 外部鏈結
- 佐藤七海的X（前Twitter） （日語）
- 佐藤七海的Instagram帳戶 （日語）
- 佐藤七海的SHOWROOM專頁

- AKB48官網個人資料頁（页面存档备份，存于） （日語）
- Team 8官網個人資料頁 （日語）
- 佐藤七海 | ORICON NEWS（页面存档备份，存于）